# 幌別站
幌別站（日语：／ Horobetsu eki */?）是北海道旅客鐵道室蘭本線的一個鐵路車站，位於日本北海道登別市，車站編號為H30，現時為業務委託有人站，有特急列車「鈴蘭」及普通列車停靠，但「北斗」則全部通過。站名源自阿伊努語的「poro-pet」（大河）。
相比登別站，幌別站更像登別市的市中心區，既是登別市役所所在地，車週四邊滿是住宅小區，提供了足夠的乘客量，縱然所有北斗號列車皆通過本站，但每日的使用量卻比停靠北斗號的登別站還多。

## 使用人數
資料取自登別市統計書。將全年總人數除以該年的日數而得出。
| 年度   | 1日平均 乗車人員 | 出處  |
| ------ | ---------------- | ----- |
| 2011年 | 739              | [ 3 ] |
| 2012年 | 727              | [ 3 ] |
| 2013年 | 736              | [ 3 ] |
| 2014年 | 743              | [ 3 ] |
| 2015年 | 731              | [ 3 ] |
| 2016年 | 754              | [ 1 ] |
| 2017年 | 737              | [ 1 ] |

## 相鄰車站
北海道旅客鐵道
■ 室蘭本線
特急「北斗」
通過
特急「鈴蘭」
鷲別 (H31) - 幌別 (H30) - 登別 (H28)
普通列車
鷲別 (H31) - 幌別 (H30) - 富浦 (H29)

## 外部連結
- JR北海道幌別站網頁。 （页面存档备份，存于）（日語）